# Eryngium alismifolium
Eryngium alismifolium là một loài thực vật có hoa trong họ Hoa tán. Loài này được Greene mô tả khoa học đầu tiên năm 1895.